# Huang Lee
Huang Lee est un personnage issu de la série de jeux vidéo Grand Theft Auto. Il est à la fois le personnage central du jeu Grand Theft Auto: Chinatown Wars et celui que le joueur contrôle. Il est également mentionné de façon anecdotique dans Grand Theft Auto IV.

## Biographie fictive

### Jeunesse
Peu d'éléments présents dans Grand Theft Auto: Chinatown Wars peuvent permettre de déterminer la jeunesse de Huang Lee. Néanmoins, il serait né à Kowloon (Hong Kong), en 1983. Enfant gâté, il grandit de façon tranquille et sans tracas particuliers, hormis deux arrestations par la police de Liberty City pour des crimes divers.

### Grand Theft Auto: Chinatown Wars
En 2009, Huang retrouve son oncle Kenny au « Sum Yung Gai », le restaurant de celui-ci, alors qu'il est dépouillé et ensanglanté. Pour autant, Kenny est furieux, car il comptait offrir Yu Jian à Hsin Jaoming, et ainsi devenir son successeur. Mais il n'en demeure pas moins heureux que son neveu soit en vie, ayant fortement besoin de lui. Il lui laisse en conséquence un appartement dans le quartier de Cerveza Heights, où Huang se repose.
Remis sur pied, Huang est envoyé par Kenny sur le tournage d'un film exotique où la police a effectué une descente. Il y rencontre Ling Shan, une jeune femme également maître d'armes, qui s'occupait de surveiller le tournage. Elle apprend à Huang comment échapper à la police et comment se défendre, et Huang tombe amoureux d'elle. Malheureusement, elle meurt brusquement, assassinée par un groupe constitué de Spanish Lords, un gang d'origine hispanique.
Ensuite, sur demande de Kenny, Huang découvre le trafic de drogues, avec l'achat des substances, leur vente et les dealers présents en ville. Il apprend également que cent caméras de surveillance sont à détruire à Liberty City. C'est également à ce moment-ci du jeu qu'il est contacté par Chan Joaming, le fils de Hsin, le chef des triades. Celui-ci doit remporter une course de rue afin d'obtenir l'appui des Tongs et ainsi d'espérer remplacer son père. Pour y parvenir, Huang est chargé de détruire la voiture d'un champion et durant la course d'empêcher les véhicules concurrents de dépasser Chan. Celui-ci gagne alors la course mais s'attire les foudres d'un gang allié au champion déchu, les Irish American Killers, qui provoquent un incendie et manquent d'éliminer le fils du chef.
Plus tard dans le scénario, le FIB (un pastiche du FBI) décide de s'intéresser aux Triades, ce qui signifie qu'un inconnu proche du l'organisation chinoise se permet de donner des informations confidentielles aux agents fédéraux. Hsin, enragé, commence à suspecter son entourage de le trahir et décide donc de mener une enquête interne pour trouver le coupable parmi tous les alliés des Triades. Il engage pour l'occasion Lester Leroc et le charge de vérifier si le coupable, surnommé « la taupe », se trouve parmi les Angels of Death tout en exigeant que Huang élimine plusieurs personnes soupçonnées par Hsin d'être cette taupe : un homme protégé par le FBI en le tuant au fusil de précision, ainsi que deux autres hommes que Huang est chargé de couper « littéralement » leurs têtes, au risque de perdre la sienne. Hsin a en effet remarqué que les ennuis de son gang ont commencé à la suite de l'arrivée de Huang en ville.
En parallèle, à la suite d'un deal raté de Chan, Huang rencontre Wade Heston, qui est en pleine addiction à la cocaïne. Il veut aider Huang dans son enquête afin de ne plus avoir d'ennuis avec l'IAD, et pouvoir ainsi partir en retraite tranquillement. Il lui indique également que le traître est le chef d'un groupe nommé les « Wonsu Nodong ». Huang est ensuite contacté par Rudy D'Avanzo, qui lui affirme que Capra Messina, un autre mafieux, est la taupe du FIB. Il promet d'ailleurs à Huang un enregistrement sonore de Messina prouvant ses dires. En réalité celui-ci n'existe pas, il s'agit en effet d'un prétexte de D'Avanzo pour se venger de la famille Messina par le biais de Huang. Ce dernier décide alors de se venger et de le tuer après avoir découvert la vérité auprès de Hsin.
Enfin, grâce à un indic de Heston, Huang obtient un dossier du FIB affirmant que Chan Jaoming et Zhou Ming sont complices et qu'ils ont trahi les Triades ensemble. Le document en leur possession, Huang et Kenny rejoignent Hsin et lui remettent ce dossier, qui bouleverse le chef et le pousse, dans un accès de colère, à choisir Kenny comme nouveau chef des Triades et à exiger le meurtre des deux traîtres, dont Huang s'occupe.
Mais à la suite de la mort de Chan et Zhou, Wade recontacte Huang pour lui annoncer que les informations contenues dans le dossier étaient fausses et que le vrai traître est toujours dans la nature. Les Wonsu Nodong, dont le chef et la taupe sont une seule et même personne, organisent alors une réunion où Huang et Wade se présentent de façon imprévue au risque de se faire arrêter par l'IAD, le FIB et le NOOSE, une autre organisation, qui souhaitent empêcher Heston d'arrêter la taupe qui leur livre de trop précieuses informations. À la suite de cette rencontre incongrue, Huang découvre que le traître du FIB n'est autre que Kenny.
Dans un dernier élan, Huang poursuit Kenny à pied, en bateau puis de nouveau à pied jusqu'à l'appartement de Hsin situé dans le quartier de Little Italy. À l'intérieur Hsin, gravement blessé par Kenny, est allongé au sol dans une mare de sang. Ce dernier, armé de l'épée Yu Jian, tente de tuer son neveu. Il fut donc le commanditaire de l'embuscade du début du jeu et du meurtre de son frère, le père de Huang. Huang tue son oncle et Heston arrête tous les personnages présents dans la pièce, à l'exception de Huang. Finalement, Hsin ajoute en désignant Huang : « C'est un bon gars, pour un gosse de riche. ».